# Cyril Michna
Cyril Michna (5. července 1881 Frenštát pod Radhoštěm – 17. května 1965 Telč) byl český pedagog a výtvarník.

## Život
Narodil se ve Frenštátě v rodině tkalce Jana Michny. Pocházel z početné rodiny a kromě něho od mládí projevoval kreslířské nadání i starší bratr Jan. Oběma se zásluhou továrníka Křenka dostalo uměleckého vzdělání. Cyril studoval v Praze v letech 1897–1903 na uměleckoprůmyslové škole u prof. Julia Ambruse a E.K. Lišky. Roku 1903 školu absolvoval a nastoupil jako suplující učitel kreslení na reálce v Telči. Po složení profesorských zkoušek a jmenování profesorem se v roce 1913 oženil s Marií Hentschelovou a bydlel několik let v "lesovně" v Rozsíčkách. Po vypuknutí první světové války Čeněk Michna narukoval a téměř celou válku strávil na italské frontě. V listopadu roku 1918 pro něho válka skončila, vrátil se domů a v následujícím roce se přestěhoval s celou rodinou do Telče. Zde se plně zapojil do společenského života, byl aktivním členem řady místních spolků, jako například Čtenářského a hudebního spolku, pěveckého spolku Smetana, Čsl. červeného kříže, Ovocnického spolku či Sokola a v mnoha z nich se posléze stal předsedou.
Jako pedagog působil celý svůj život coby profesor kreslení na reálce a posléze reálném gymnáziu v Telči. Zemřel v květnu roku 1965 v Telči a pohřben byl do rodinného hrobu na telčském hřbitově u sv. Anny.